# Lessines
Lessines es una comuna de la región de Valonia, en la provincia de Henao, Bélgica. A 1 de enero de 2019 tenía una población estimada de 18 656 habitantes.

## Geografía
Se encuentra ubicada al sudoeste del país, cerca de la región natural del País de las Colinas

### Secciones del municipio
El municipio comprende los antiguos municipios, que se fusionaron en 1977:
| - Lessines - Papignies - Wannebecq - Ogy - Ghoy - Deux-Acren - Bois-de-Lessines - Ollignies |

## Demografía

### Evolución
Todos los datos históricos relativos al actual municipio, el siguiente gráfico refleja su evolución demográfica, incluyendo municipios después de efectuada la fusión el 1 de enero de 1977.
| Gráfica de evolución demográfica de Lessines entre 1846 y 2019 |
|                                                                |